# بلورنگاری پرتوی ایکس

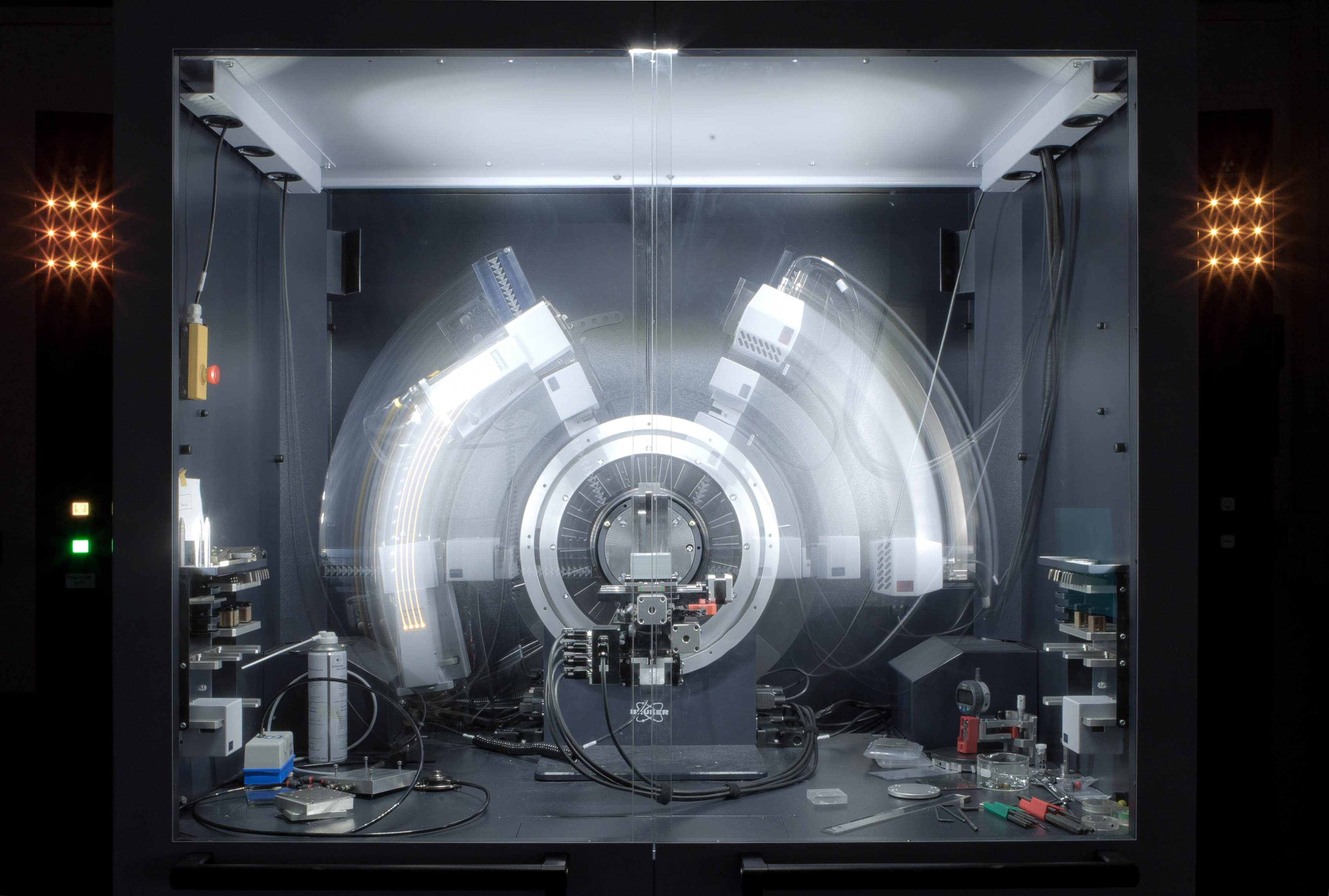
پراش‌سنج پودری اشعه ایکس، در حال حرکت

بلورنگاری پرتوی ایکس (به انگلیسی: X-Ray Crystallography) (یا به اختصار XRC)، علم کاربردی تعیین ساختار اتمی و مولکولی بلور است که در آن ساختار بلوری موجب پراش باریکه پرتو ایکس برخورد کننده به آن در جهات متعدد به‌خصوصی می گردد. با اندازه گیری زوایا و شدت‌های این پرتوهای پراش یافته، بلورنگار قادر به تولید تصویر سه بعدی از چگالی الکترون‌های درون بلور خواهد بود. از چگالی الکترونی اش می‌توان میانگین موقعیت اتم‌های بلور، پیوندهای شیمیایی بینشان، بی‌نظمی های بلورنگارانه و اطلاعات متنوع دیگری را تعیین کرد.
از آنجا که بسیاری از مواد همچون نمک‌ها، فلزات، کانی‌ها، نیم‌رساناها، به علاوه انواع مولکول‌های غیر آلی، آلی و زیست‌شناختی، قادر به تشکیل بلور اند، بلورنگاری پرتوی ایکس (XRC) در توسعه انواع شاخه‌های علمی نقش بنیادینی داشته است. در اولین دهه‌های استفاده از XRC، اندازه اتم‌ها، طول، نوع پیوندهای شیمیایی و تفاوت‌های سطح اتمی مواد مختلف به‌خصوص مواد معدنی و آلیاژها تعیین شد. همچنین این روش ساختار و عملکرد بسیاری از مولکول‌های زیستی از جمله ویتامین‌ها، داروها، پروتئین‌ها و نوکلئیک اسیدهایی چون DNA را هویدا ساخت. XRC هنوز هم روش اولیه جهت مشخص کردن ساختار اتمی مواد جدید و تمیز موادی است که توسط آزمایش‌های دیگر مشابه به نظر آمده اند. همچنین تعیین ساختارهای بلوری به کمک پرتوی ایکس مسئول تشخیص خواص غیرعادی الکترونیکی یا کشسانی یک ماده بوده، بر روی برهمکنش‌ها و فرایندهای شیمیایی نور افکنده، یا به عنوان پایه ای برای طراحی دارو جهت مقابله با بیماری‌ها می‌پردازد.
برای اندازه گیری پراش اشعه ایکس تک بلورها، بلور مورد نظر را روی یک گونیومتر سوار می‌کنند. گونیومتر را جهت قرار دادن بلور در جهات معینی به کار می برند. بلور را با پرتوهای اشعه ایکس تک رنگی که کانون آن به دقت تعیین شده نورافشانی کرده و الگوی پراشی از لکه‌هایی با فواصل منظم تولید می شود که به انعکاس‌ها معروف اند. تصاویر دو بعدی که در جهات مختلف گرفته شده اند، با استفاده از روش ریاضیاتی تبدیل فوریه و ترکیب داده‌های شیمیایی حاصل از نمونه ترکیب شده تا این تصاویر در نهایت به مدل سه بعدی از چگالی الکترون‌های درون بلور تبدیل شود. اگر بلور ها خیلی کوچک بوده یا سازمان درونی یکپارچه ای نداشته باشند، وضوح تصاویر پایین آمده یا حتی خطاهایی در آن به‌وجود خواهد آمد.
بلورنگاری پرتوی ایکس (XRC) با روش های متعدد دیگری جهت تعیین ساختارهای اتمی مرتبط است. با پراکنده سازی الکترون‌ها یا نوترون‌ها می توان الگوهای پراش مشابهی را تولید کرد، که به طریق مشابه با کمک تبدیل فوریه تفسیر می گردند. اگر نتوان تک بلورهایی با اندازه کافی را بدست آورد، می‌توان انواع دیگری از روش های اشعه ایکس را جهت بدست آوردن اطلاعات با جزئیات کمتر به کار گرفت؛ چنین روش‌هایی شامل این موارد اند: پراش فیبری، پراش پودری و (اگر نمونه بلوری نشده باشد) پراش پرتو ایکس در زوایای کوچک (SAXS). اگر ماده مورد تحقیق تنها به شکل پودرهای غیر کریستالی موجود بوده یا ساختار بلوری اش ضعیف باشد، روش‌های بلورنگاری الکترونی را می توان جهت تعیین ساختار اتمی به کار بست.
برای تمام روش‌های پراش پرتوی ایکس مذکور، تفرق حالت کشسانی دارد؛ پرتوهای ایکس تفرق یافته دارای طول موج یکسانی با پرتوی ایکس ورودی اند. در مقایسه، روش های تفرق اشعه ایکس ناکشسان در مطالعه برانگیختگی های نمونه چون پلاسمون‌ها، برانگیختگی های میدان بلوری و مداری، ماگنون‌ها، و فونون‌ها به جای تعیین توزیع اتم‌های بلور مفید اند.

## تخمین اندازه بلورک‌های کریستال توسط طرح پراش

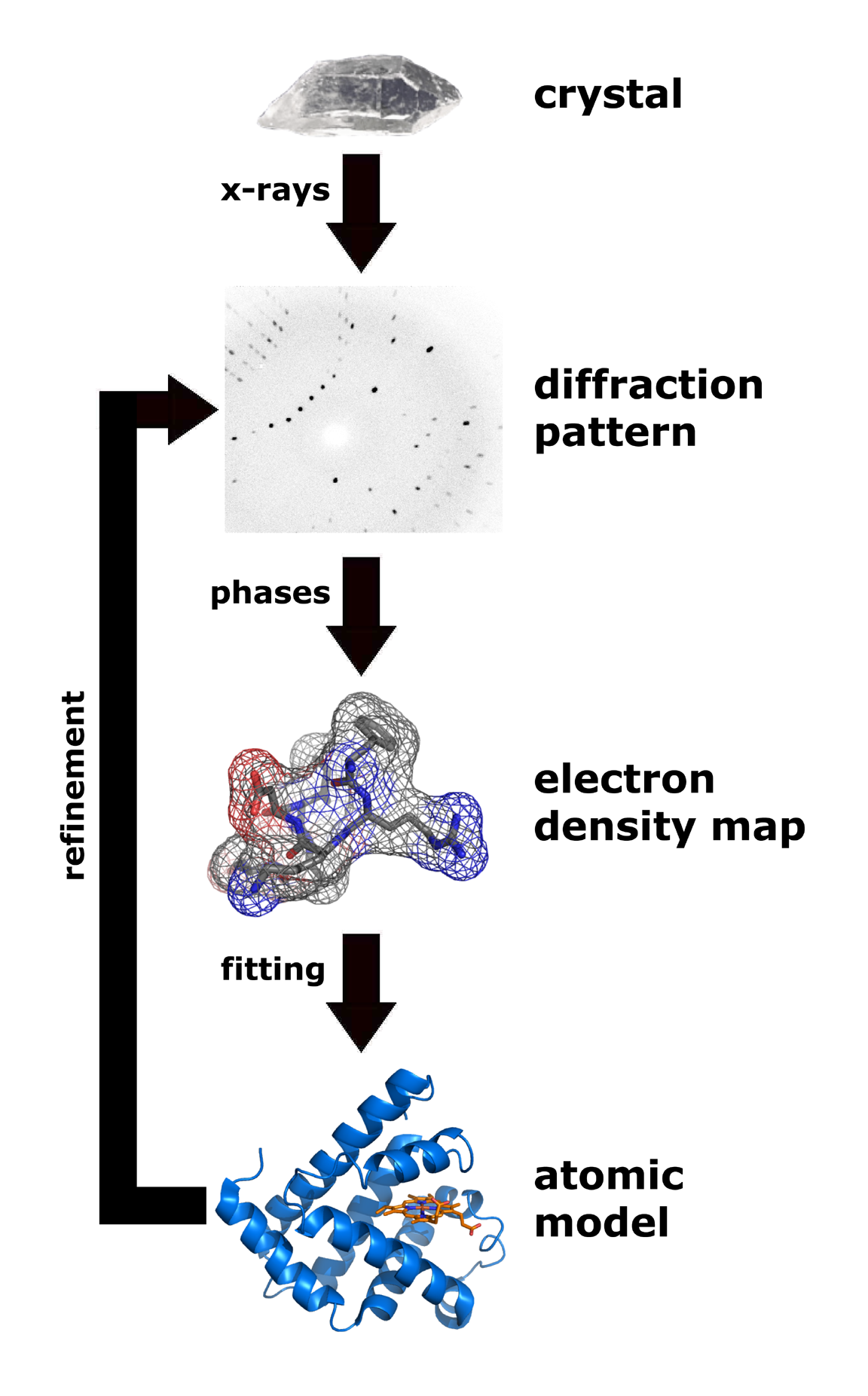
قدم‌های لازم برای یافتن ساختار یک مولکول به روش بلورنگاری پرتو-ایکس.

از آن جا که طول موج پرتو X از مرتبهٔ فواصل بین اتم‌ها (آنگستروم) در مواد بلوری می‌باشد، بنابراین این مواد برای این پرتو نقش توری را ایفا می‌کنند و منجر به طرح پراش در مواد می‌شود. در شکل زیر طور شماتیک پراش پرتو X از لایه‌های مختلف اتمی نشان داده شده‌است.
بازتاب پرتو X از لایه‌های مختلف اتمی و طرح پراش ایجاد شده
در مواد بزرگ اندازهٔ زاویه به گونه‌ای که تداخل پرتوهای X پراکنده شده از دو صفحهٔ بالایی اتمی، تداخلِ سازنده است و منجر به پیکی در طرح پراش می‌شود.
وقتی اندازه ذره کاهش می‌یابد، بعضی از صفحات مربوط به تداخل تخریبی حذف می‌شوند و شدت غیر صفر، حول زاویه داریم؛ بنابراین زاویه‌های وجود دارد که تداخل پرتوهای پراکنده شده از صفحه اول، صفحات 1+m و 1-m تخریبی است و شدت صفر را نشان می‌دهد.

## روش‌های متداول
- روش لاوه (لائو) برای ارزیابی کامل کریستال و آرایش آن بکار می‌رود.
- روش پودری استفاده برای مواد پلیمری.
- روش دبای-شرر برای محاسبه فاصله صفحه‌ها و شبکه صفحات است.
- روش تفرق سنجی (پراش سنجی) اطلاعاتی پیرامون ساختار کریستالی و آمورف و میزان آرایش یافتگی و اندازه کریستال‌ها می‌دهد.

قانون براگ
nλ=2dsinθ
که در این فرمول d فاصلهٔ بین صفحات کریستالی، θ زاویهٔ برخورد پرتو تابشی به صفحهٔ اتمی، λ طول موج اشعه ایکس تابشی و n یک عدد صحیح است که معمولاً ۱ در نظر گرفته می‌شود.

According to the ۲θ deviation, the phase shift causes constructive (left figure) or destructive (right figure) interferences

## کاربردهای پراش
شناسایی مواد و تعیین ساختار بلوری به کمک پراش پرتو ایکس مهم‌ترین کاربرد پراش پرتو ایکس در حوزه علم مواد است. به‌طور کلی کاربردهای پراش پرتو ایکس عبارتند از:
1. شناسایی مواد
2. تعیین اندازه ذرات
3. تعیین ثابت شبکه
4. پراش سنجی دما بالا
5. اندازه‌گیری تنش باقی مانده
6. آنالیز کمی

## کاربردهای XRD
طیف‌سنجی پراش پرتو ایکس، یک تکنیک سریع آنالیزی است که برای تشخیص نوع مواد و همچنین فاز و خصوصیات کریستالی آن به کار می‌رود. برای انجام این آنالیز، مواد باید به خوبی پودر و همگن شده باشند یا فیلمی یکنواخت از آن‌ها تهیه شده باشد. آنالیز XRD در شناخت مواد در زمینه‌های مختلف، مانند زمین‌شناسی، محیط زیست، علم مواد، مهندسی و زیست‌شناسی کاربرد شایانی دارد.
کاربردهای دقیق‌تر این روش عبارت است از:
- تعیین خصوصیات کریستالی مواد
- شناسایی مواد معدنی که با روش‌های نوری قابل تشخیص نیستند
- تعیین اندازه unit cellهای تشکیل دهنده ماده
- اندازه‌گیری میزان خلوص ماده
- اندازه‌گیری ضخامت فیلم‌های نازک و چندلایه
- تعیین مشخصات ساختاری شامل پارامتر شبکه، اندازه و شکل دانه، کرنش، ترکیب فاز و تنش داخلی مناطق کریستالی کوچک
- تعیین ساختار سوم پروتئین‌ها

## پیوندهای بیرونی

### خودآموزها
- Learning Crystallography
- Simple, non technical introduction
- The Crystallography Collection بایگانی‌شده  در ۲۰۱۷-۱۰-۲۶ توسط Wayback Machine, video series from the مؤسسه سلطنتی
- "Small Molecule Crystalization" (پی‌دی‌اف) at مؤسسه فناوری ایلینوی website
- International Union of Crystallography
- Crystallography 101
- Interactive structure factor tutorial, demonstrating properties of the diffraction pattern of a 2D crystal.
- Picturebook of Fourier Transforms, illustrating the relationship between crystal and diffraction pattern in 2D.
- Lecture notes on X-ray crystallography and structure determination
- Online lecture on Modern X-ray Scattering Methods for Nanoscale Materials Analysis by Richard J. Matyi
- Interactive Crystallography Timeline بایگانی‌شده  در ۳۰ ژوئن ۲۰۲۱ توسط Wayback Machine from the مؤسسه سلطنتی

### پایگاه داده‌های اولیه
- Crystallography Open Database (COD)
- Protein Data Bank (بانک داده پروتئین)
- Nucleic Acid Databank (NDB)
- Cambridge Structural Database (CSD)
- Inorganic Crystal Structure Database (ICSD)
- Biological Macromolecule Crystallization Database (BMCD)

### پایگاه داده‌های مشتقه
- PDBsum
- Proteopedia – the collaborative, 3D encyclopedia of proteins and other molecules
- RNABase
- HIC-Up database of PDB ligands بایگانی‌شده  در ۸ اوت ۲۰۲۰ توسط Wayback Machine
- Structural Classification of Proteins database
- CATH Protein Structure Classification
- List of transmembrane proteins with known 3D structure بایگانی‌شده  در ۱۱ آوریل ۲۰۱۱ توسط Wayback Machine
- Orientations of Proteins in Membranes database

### ارزیابی ساختاری
- MolProbity structural validation suite
- ProSA-web
- NQ-Flipper (check for unfavorable rotamers of Asn and Gln residues)
- DALI server (identifies proteins similar to a given protein)